# 5e étape du Tour de France 2015
Pour un article plus général, voir Tour de France 2015.
La 5e étape du Tour de France 2015 s'est déroulée le mercredi 8 juillet 2015 entre Arras et Amiens sur une distance de 189,5 kilomètres. Le nom officiel de l'étape est « Arras Communauté Urbaine - Amiens Métropole ». Le coureur allemand André Greipel, de l'équipe Lotto-Soudal, obtient sa deuxième victoire durant ce Tour. Il devance au sprint Peter Sagan et Mark Cavendish. Tony Martin conserve le maillot jaune acquis la veille.

## Parcours
Le parcours de la 5e étape du Tour de France 2015, long de 189 km, entre Arras et Amiens, présente un profil plat, avec des zones de plaine et un parcours exposé aux vents propice aux bordures. L'altitude minimum est à l'arrivée avec 39 m et l'altitude maximum, à Rancourt, à 137 m. L'étape ne comporte aucune côte répertoriée mais, en mémoire du centenaire de la Première Guerre mondiale, multiplie les changements de cap pour traverser les champs de batailles et les lieux de commémoration des batailles de l'Artois et de la Somme (Arras Mémorial, nécropole nationale de Notre-Dame-de-Lorette, mémorial de Vimy, cimetière britannique de Sailly-Saillisel, nécropole nationale de Rancourt, historial de la Grande Guerre de Péronne, mémorial national sud-africain du Bois Delville, mémorial de Thiepval, nécropole nationale d'Albert). C'est à Rancourt que se dispute le sprint intermédiaire.

## Déroulement de la course

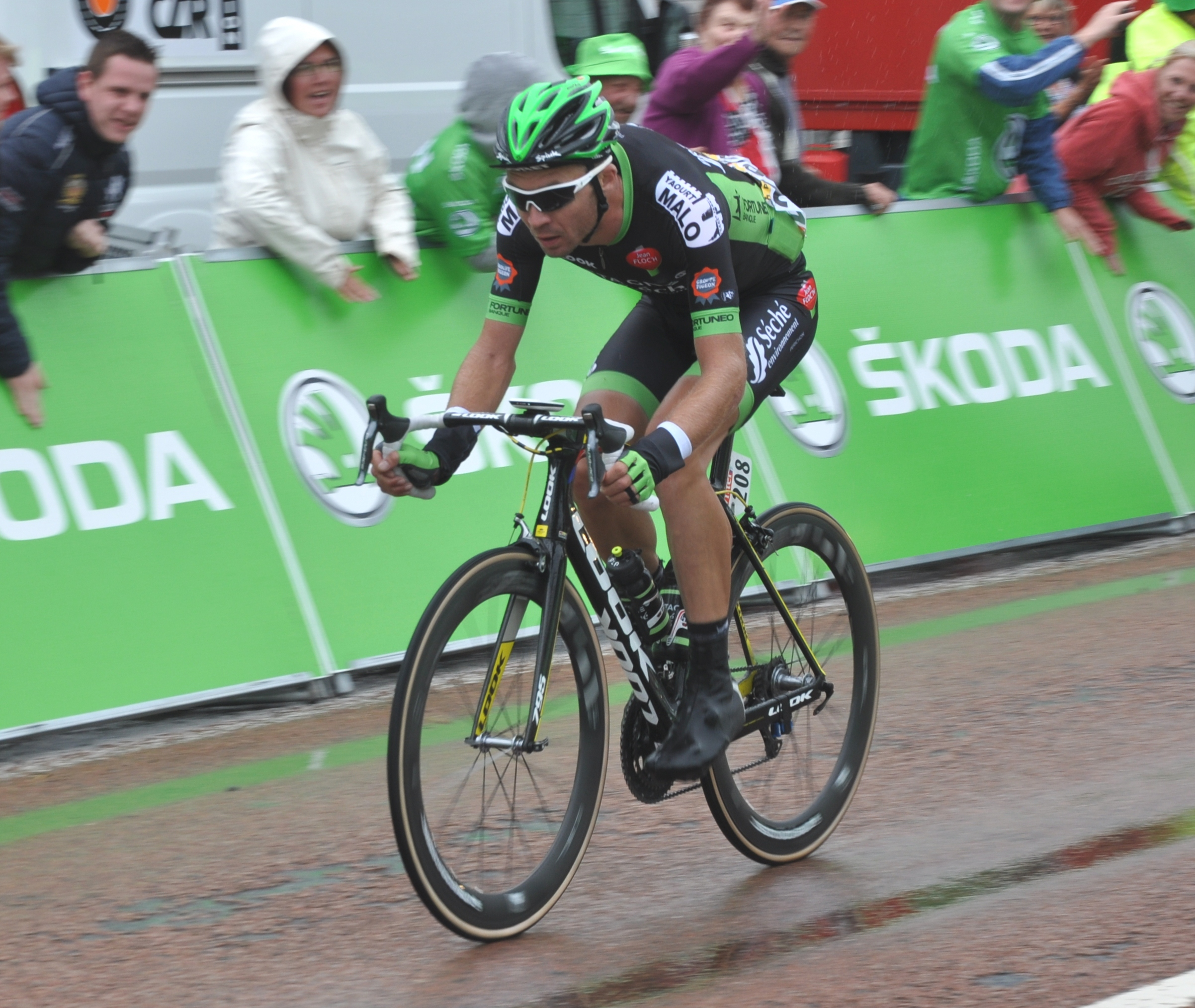
Pierre-Luc Périchon passe en tête le sprint à Rancourt, devançant le peloton de quelques secondes.

Dès le premier kilomètre, Pierre-Luc Périchon (Bretagne-Séché) et Nicolas Edet (Cofidis) parviennent à s'échapper du peloton. Nicolas Edet relâche son effort au bout d'une quinzaine de minutes. 
À une vingtaine de kilomètres après le départ, une chute provoque l'abandon du sprinter Nacer Bouhanni contraint à être évacué en ambulance. Pierre-Luc Périchon est finalement repris par le peloton à 97 km de l'arrivée.
Le peloton est victime d'une chute collective d'une trentaine de coureurs à environ 25 km de l'arrivée, due à une route mouillée particulièrement glissante. Sans grande conséquence, la tête du peloton ayant décidé de temporiser la course pendant quelques kilomètres afin de permettre aux attardés de réintégrer le peloton. L'arrivée se joue donc entre les sprinters et c'est le Maillot vert André Greipel qui s'impose pour la seconde fois dans ce Tour.

## Résultats

### Classement de l'étape
| Classement de la 5e étape | Classement de la 5e étape | Classement de la 5e étape | Classement de la 5e étape | Classement de la 5e étape |
|                           | Coureur                   | Pays                      | Équipe                    | Temps                     |
| ------------------------- | ------------------------- | ------------------------- | ------------------------- | ------------------------- |
| 1er                       | André Greipel             | Allemagne                 | Lotto-Soudal              | en 4 h 39 min 0 s         |
| 2e                        | Peter Sagan               | Slovaquie                 | Tinkoff-Saxo              | m.t                       |
| 3e                        | Mark Cavendish            | Royaume-Uni               | Etixx-Quick Step          | m.t                       |
| 4e                        | Alexander Kristoff        | Norvège                   | Katusha                   | m.t                       |
| 5e                        | Edvald Boasson Hagen      | Norvège                   | MTN-Qhubeka               | m.t                       |
| 6e                        | John Degenkolb            | Allemagne                 | Giant-Alpecin             | m.t                       |
| 7e                        | Arnaud Démare             | France                    | FDJ                       | m.t                       |
| 8e                        | Bryan Coquard             | France                    | Europcar                  | m.t                       |
| 9e                        | Davide Cimolai            | Italie                    | Lampre-Merida             | m.t                       |
| 10e                       | Greg Van Avermaet         | Belgique                  | BMC Racing                | m.t                       |
| modifier                  |                           |                           |                           |                           |

### Points attribués
| Sprint intermédiaire Rancourt (km 89,5) | Sprint intermédiaire Rancourt (km 89,5) | Sprint intermédiaire Rancourt (km 89,5) | Sprint intermédiaire Rancourt (km 89,5) | Sprint intermédiaire Rancourt (km 89,5) |
| --------------------------------------- | --------------------------------------- | --------------------------------------- | --------------------------------------- | --------------------------------------- |
|                                         | Coureur                                 | Pays                                    | Équipe                                  | Point(s)                                |
| 1er                                     | Pierre-Luc Périchon                     | France                                  | Bretagne-Séché Environnement            | 20                                      |
| 2e                                      | André Greipel                           | Allemagne                               | Lotto-Soudal                            | 17                                      |
| 3e                                      | John Degenkolb                          | Allemagne                               | Giant-Alpecin                           | 15                                      |
| 4e                                      | Mark Cavendish                          | Royaume-Uni                             | Etixx-Quick Step                        | 13                                      |
| 5e                                      | Peter Sagan                             | Slovaquie                               | Tinkoff-Saxo                            | 11                                      |
| 6e                                      | Mark Renshaw                            | Australie                               | Etixx-Quick Step                        | 10                                      |
| 7e                                      | Bryan Coquard                           | France                                  | Europcar                                | 9                                       |
| 8e                                      | Roy Curvers                             | Pays-Bas                                | Giant-Alpecin                           | 8                                       |
| 9e                                      | Michał Kwiatkowski                      | Pologne                                 | Etixx-Quick Step                        | 7                                       |
| 10e                                     | Michał Gołaś                            | Pologne                                 | Etixx-Quick Step                        | 6                                       |
| 11e                                     | Tony Martin                             | Allemagne                               | Etixx-Quick Step                        | 5                                       |
| 12e                                     | Zdeněk Štybar                           | République tchèque                      | Etixx-Quick Step                        | 4                                       |
| 13e                                     | Rigoberto Urán                          | Colombie                                | Etixx-Quick Step                        | 3                                       |
| 14e                                     | Marcel Sieberg                          | Allemagne                               | Lotto-Soudal                            | 2                                       |
| 15e                                     | Luke Rowe                               | Royaume-Uni                             | Sky                                     | 1                                       |
| modifier                                |                                         |                                         |                                         |                                         |

| Arrivée d'étape Amiens Métropole (km 189,5) | Arrivée d'étape Amiens Métropole (km 189,5) | Arrivée d'étape Amiens Métropole (km 189,5) | Arrivée d'étape Amiens Métropole (km 189,5) | Arrivée d'étape Amiens Métropole (km 189,5) |
| ------------------------------------------- | ------------------------------------------- | ------------------------------------------- | ------------------------------------------- | ------------------------------------------- |
|                                             | Coureur                                     | Pays                                        | Équipe                                      | Point(s)                                    |
| 1er                                         | André Greipel                               | Allemagne                                   | Lotto-Soudal                                | 50                                          |
| 2e                                          | Peter Sagan                                 | Slovaquie                                   | Tinkoff-Saxo                                | 30                                          |
| 3e                                          | Mark Cavendish                              | Royaume-Uni                                 | Etixx-Quick Step                            | 20                                          |
| 4e                                          | Alexander Kristoff                          | Norvège                                     | Katusha                                     | 18                                          |
| 5e                                          | Edvald Boasson Hagen                        | Norvège                                     | MTN-Qhubeka                                 | 16                                          |
| 6e                                          | John Degenkolb                              | Allemagne                                   | Giant-Alpecin                               | 14                                          |
| 7e                                          | Arnaud Démare                               | France                                      | FDJ                                         | 12                                          |
| 8e                                          | Bryan Coquard                               | France                                      | Europcar                                    | 10                                          |
| 9e                                          | Davide Cimolai                              | Italie                                      | Lampre-Merida                               | 8                                           |
| 10e                                         | Greg Van Avermaet                           | Belgique                                    | BMC Racing                                  | 7                                           |
| 11e                                         | Geoffrey Soupe                              | France                                      | Cofidis                                     | 6                                           |
| 12e                                         | Zakkari Dempster                            | Australie                                   | Bora-Argon 18                               | 5                                           |
| 13e                                         | Reinardt Janse van Rensburg                 | Afrique du Sud                              | MTN-Qhubeka                                 | 4                                           |
| 14e                                         | Jarlinson Pantano                           | Colombie                                    | IAM                                         | 3                                           |
| 15e                                         | Sep Vanmarcke                               | Belgique                                    | Lotto NL-Jumbo                              | 2                                           |
| modifier                                    |                                             |                                             |                                             |                                             |

| - Bonifications à l'arrivée \| \| Coureur \| Pays \| Équipe \| Secondes \| \| - \| -------------- \| ----------- \| ---------------- \| -------- \| \| 1 \| André Greipel \| Allemagne \| Lotto-Soudal \| 10 s \| \| 2 \| Peter Sagan \| Slovaquie \| Tinkoff-Saxo \| 6 s \| \| 3 \| Mark Cavendish \| Royaume-Uni \| Etixx-Quick Step \| 4 s \| |                |             |                  |          |
| | Coureur        | Pays        | Équipe           | Secondes |
| 1 | André Greipel  | Allemagne   | Lotto-Soudal     | 10 s     |
| 2 | Peter Sagan    | Slovaquie   | Tinkoff-Saxo     | 6 s      |
| 3 | Mark Cavendish | Royaume-Uni | Etixx-Quick Step | 4 s      |

## Classements à l'issue de l'étape

### Classement général
| Classement général | Classement général | Classement général | Classement général | Classement général  |
|                    | Coureur            | Pays               | Équipe             | Temps               |
| ------------------ | ------------------ | ------------------ | ------------------ | ------------------- |
| 1er                | Tony Martin        | Allemagne          | Etixx-Quick Step   | en 17 h 19 min 26 s |
| 2e                 | Christopher Froome | Royaume-Uni        | Sky                | + 12 s              |
| 3e                 | Tejay van Garderen | États-Unis         | BMC Racing         | + 25 s              |
| 4e                 | Peter Sagan        | Slovaquie          | Tinkoff-Saxo       | + 33 s              |
| 5e                 | Tony Gallopin      | France             | Lotto-Soudal       | + 38 s              |
| 6e                 | Greg Van Avermaet  | Belgique           | BMC Racing         | + 40 s              |
| 7e                 | Rigoberto Urán     | Colombie           | Etixx-Quick Step   | + 46 s              |
| 8e                 | Alberto Contador   | Espagne            | Tinkoff-Saxo       | + 48 s              |
| 9e                 | Geraint Thomas     | Royaume-Uni        | Sky                | + 1 min 15 s        |
| 10e                | Zdeněk Štybar      | République tchèque | Etixx-Quick Step   | + 1 min 16 s        |
| modifier           |                    |                    |                    |                     |

### Classement par points
| Classement par points | Classement par points | Classement par points | Classement par points | Classement par points |
| --------------------- | --------------------- | --------------------- | --------------------- | --------------------- |
|                       | Coureur               | Pays                  | Équipe                | Point(s)              |
| 1er                   | André Greipel         | Allemagne             | Lotto-Soudal          | 151 points            |
| 2e                    | Peter Sagan           | Slovaquie             | Tinkoff-Saxo          | 119 pts               |
| 3e                    | John Degenkolb        | Allemagne             | Giant-Alpecin         | 89 pts                |
| 4e                    | Mark Cavendish        | Royaume-Uni           | Etixx-Quick Step      | 86 pts                |
| 5e                    | Tony Martin           | Allemagne             | Etixx-Quick Step      | 60 pts                |
| 6e                    | Bryan Coquard         | France                | Europcar              | 55 pts                |
| 7e                    | Greg Van Avermaet     | Belgique              | BMC Racing            | 42 pts                |
| 8e                    | Christopher Froome    | Royaume-Uni           | Sky                   | 40 pts                |
| 9e                    | Edvald Boasson Hagen  | Norvège               | MTN-Qhubeka           | 33 pts                |
| 10e                   | Joaquim Rodríguez     | Espagne               | Katusha               | 30 pts                |
| modifier              |                       |                       |                       |                       |

### Classement du meilleur grimpeur
| Classement du meilleur grimpeur | Classement du meilleur grimpeur | Classement du meilleur grimpeur | Classement du meilleur grimpeur | Classement du meilleur grimpeur |
| ------------------------------- | ------------------------------- | ------------------------------- | ------------------------------- | ------------------------------- |
|                                 | Coureur                         | Pays                            | Équipe                          | Point(s)                        |
| 1er                             | Joaquim Rodríguez               | Espagne                         | Katusha                         | 2 points                        |
| 2e                              | Michael Schär                   | Suisse                          | BMC Racing                      | 1 pt                            |
| 3e                              | Rafał Majka                     | Pologne                         | Tinkoff-Saxo                    | 1 pt                            |
| 4e                              | Thomas De Gendt                 | Belgique                        | Lotto-Soudal                    | 1 pt                            |
| 5e                              | Christopher Froome              | Royaume-Uni                     | Sky                             | 1 pt                            |
| modifier                        |                                 |                                 |                                 |                                 |

### Classement du meilleur jeune
| Classement général du meilleur jeune | Classement général du meilleur jeune | Classement général du meilleur jeune | Classement général du meilleur jeune | Classement général du meilleur jeune |
|                                      | Coureur                              | Pays                                 | Équipe                               | Temps                                |
| ------------------------------------ | ------------------------------------ | ------------------------------------ | ------------------------------------ | ------------------------------------ |
| 1er                                  | Peter Sagan                          | Slovaquie                            | Tinkoff-Saxo                         | en 17 h 19 min 59 s                  |
| 2e                                   | Warren Barguil                       | France                               | Giant-Alpecin                        | + 46 s                               |
| 3e                                   | Nairo Quintana                       | Colombie                             | Movistar                             | + 1 min 35 s                         |
| 4e                                   | Romain Bardet                        | France                               | AG2R La Mondiale                     | + 2 min 33 s                         |
| 5e                                   | Thibaut Pinot                        | France                               | FDJ                                  | + 5 min 57 s                         |
| modifier                             |                                      |                                      |                                      |                                      |

### Classement par équipes
| Classement par équipes | Classement par équipes | Classement par équipes | Classement par équipes |
|                        | Équipe                 | Pays                   | Temps                  |
| ---------------------- | ---------------------- | ---------------------- | ---------------------- |
| 1re                    | BMC Racing             | États-Unis             | en 51 h 59 min 55 s    |
| 2e                     | Etixx-Quick Step       | Belgique               | + 24 s                 |
| 3e                     | Tinkoff-Saxo           | Russie                 | + 1 min 44 s           |
| 4e                     | Sky                    | Royaume-Uni            | + 3 min 14 s           |
| 5e                     | AG2R La Mondiale       | France                 | + 5 min 44 s           |
| modifier               |                        |                        |                        |

## Abandons
- Nacer Bouhanni (Cofidis) : abandon[4]
- Jack Bauer (Cannondale-Garmin) : abandon[5]